# Várnay Marianne
Várnay Marianne, születési nevén Sternberg Mariánna (Budapest, 1898. január 24. – Auschwitz, 1944. augusztus 15. után) magyar építész, építészeti író, az első, a Budapesti Műszaki Egyetemen diplomázott építésznő.

## Élete és munkássága
1898. január 24-én született Sternberg Mariánna néven Budapesten, asszimilálódott zsidó családban. Édesapja Sternberg Dávid Dezső (1866–1936) hangszergyáros, édesanyja a szegedi születésű Várnay Ilona (1874–1944). Születési neve 1928-ban változott meg, amikor nagybátyja, Várnay Dezső nyomdász testvérével, az 1899-ben született Erzsébettel együtt hivatalosan is örökbe fogadta.
Várnay Marianne a Magyar Királyi Felsőbb Leányiskolába, illetve Fodor Ernő Zeneiskolájába járt, majd az 1913–1914-es tanévben beiratkozott az Országos Magyar Királyi Iparművészeti Iskola előkészítő osztályába, amit azonban nem fejezett be. 1916 szeptemberében érettségizett a Barcsay utcai főgimnáziumban.
Mivel ebben az időben női hallgatókat nem vettek fel a Műegyetem építészkarára, Várnay a jogszabályoknak megfelelő utat követte: bölcsészkarra jelentkezett, majd rendkívüli hallgatóként áthallgatott a Műegyetemre. 1918-ban rövid időre az összes világi egyetem megnyílt a nők előtt, tíz korábbi rendkívüli nőhallgató iratkozhatott be az 1918–1919-es tanév II. félévére a Műegyetemen. Közülük hárman szereztek diplomát. Czakó Adolf rektor nyílt ellenszenvének dacára Várnay 1922-ben sikerrel szigorlatozott, 1924-ben pedig mérnöki oklevelet kapott a műegyetemen. Ő lett az első nő, aki Budapesten építészmérnöki diplomát szerzett.

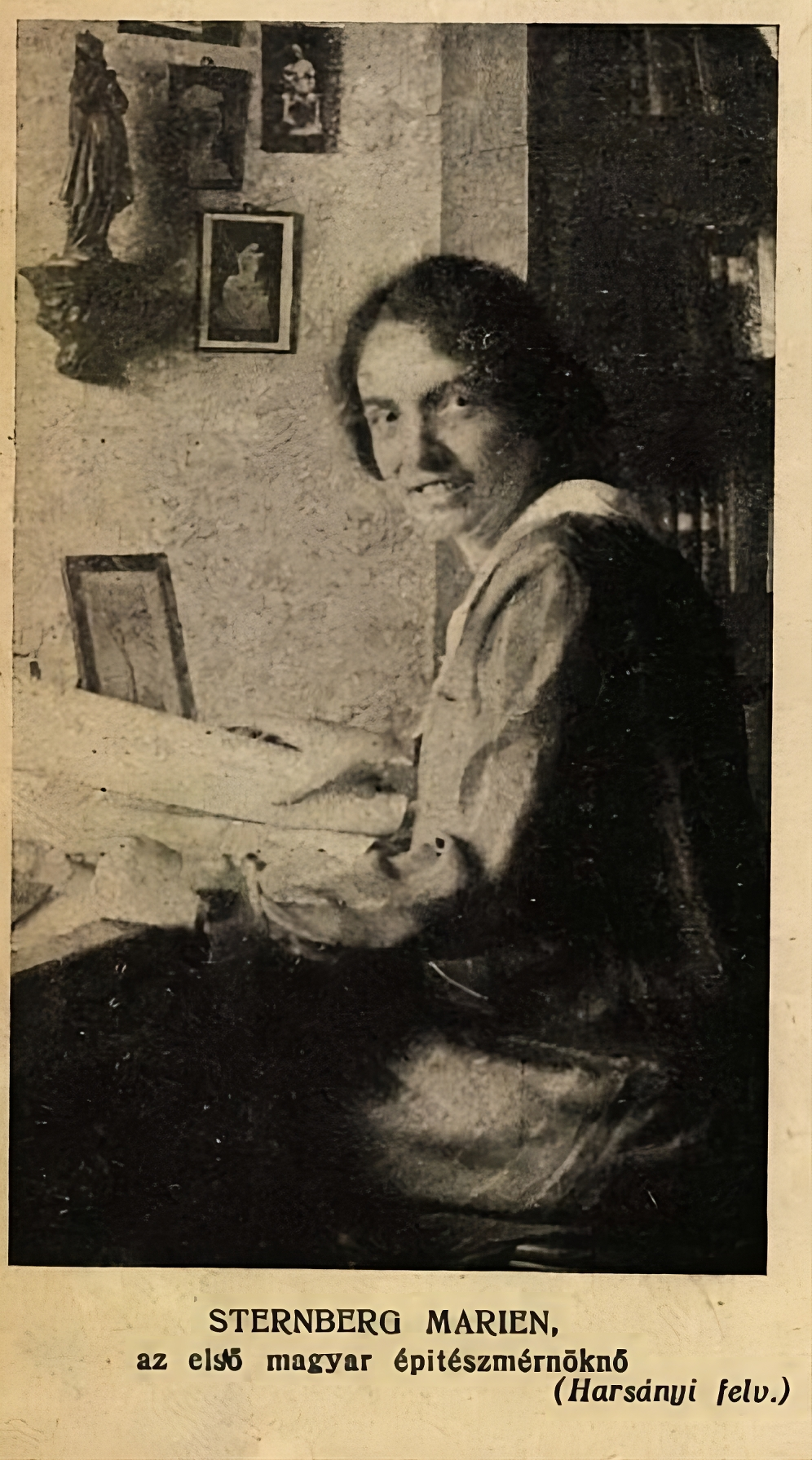
Várnay Marianne portréja 1924-ből, diplomázását követően. Harsányi Gyula felvétele. Forrás: Színházi Élet, 1924. július 13.

1924 őszén Várnay külföldre utazott tapasztalatot szerezni. Először Párizsban próbálkozott, Le Corbusier irodájában, majd Prágában keresett munkát, ahol két hónapig a csehszlovák építészet központi alakjának számító Josef Gočár irodájában dolgozott a cseh főváros, valamint Hradec Králové rendezési tervein. Innen hívta át saját irodájába Kamil Roškot, akit kifejezetten a nőként szerzett élettapasztalata érdekelt. 1925. február 20-án a Magyar Mérnök- és Építész Egylet tagjainak sorába választották, majd 1929-ben felvette a Budapesti Mérnöki Kamara is. Még ebben az évben Sternberg Marianne a mérnöki nyilvántartásban is Várnay-ra változtatta nevét.

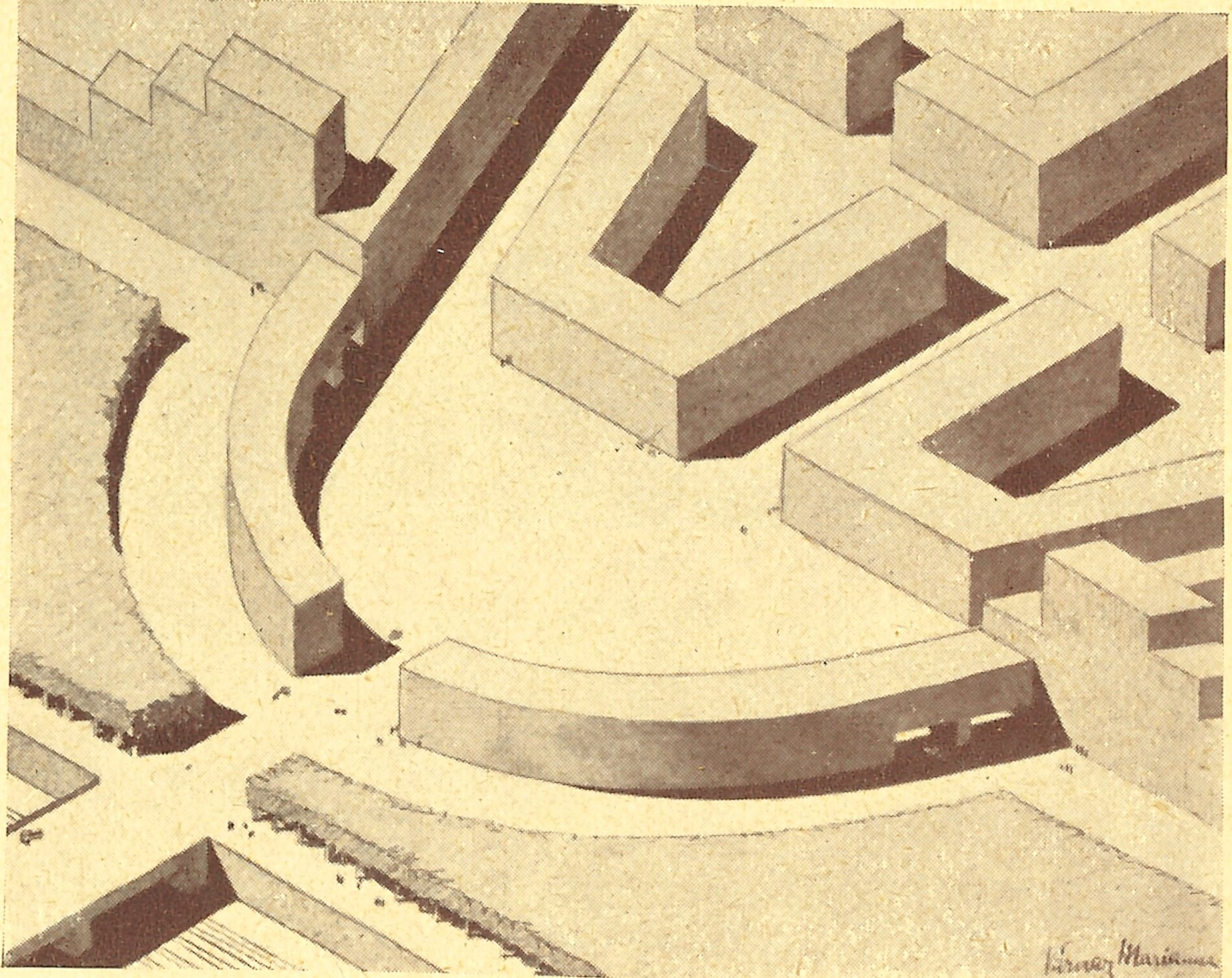
Várnay rajza a Győr rendezésére készített pályázati anyagból, 1929. Forrás: Bierbauer Virgil (szerk.), Architectura. XII. Nemzetközi Építészkongresszus és Építészeti Tervkiállítás. Budapest: Hornyánszky Viktor-ny., 1930, 86.

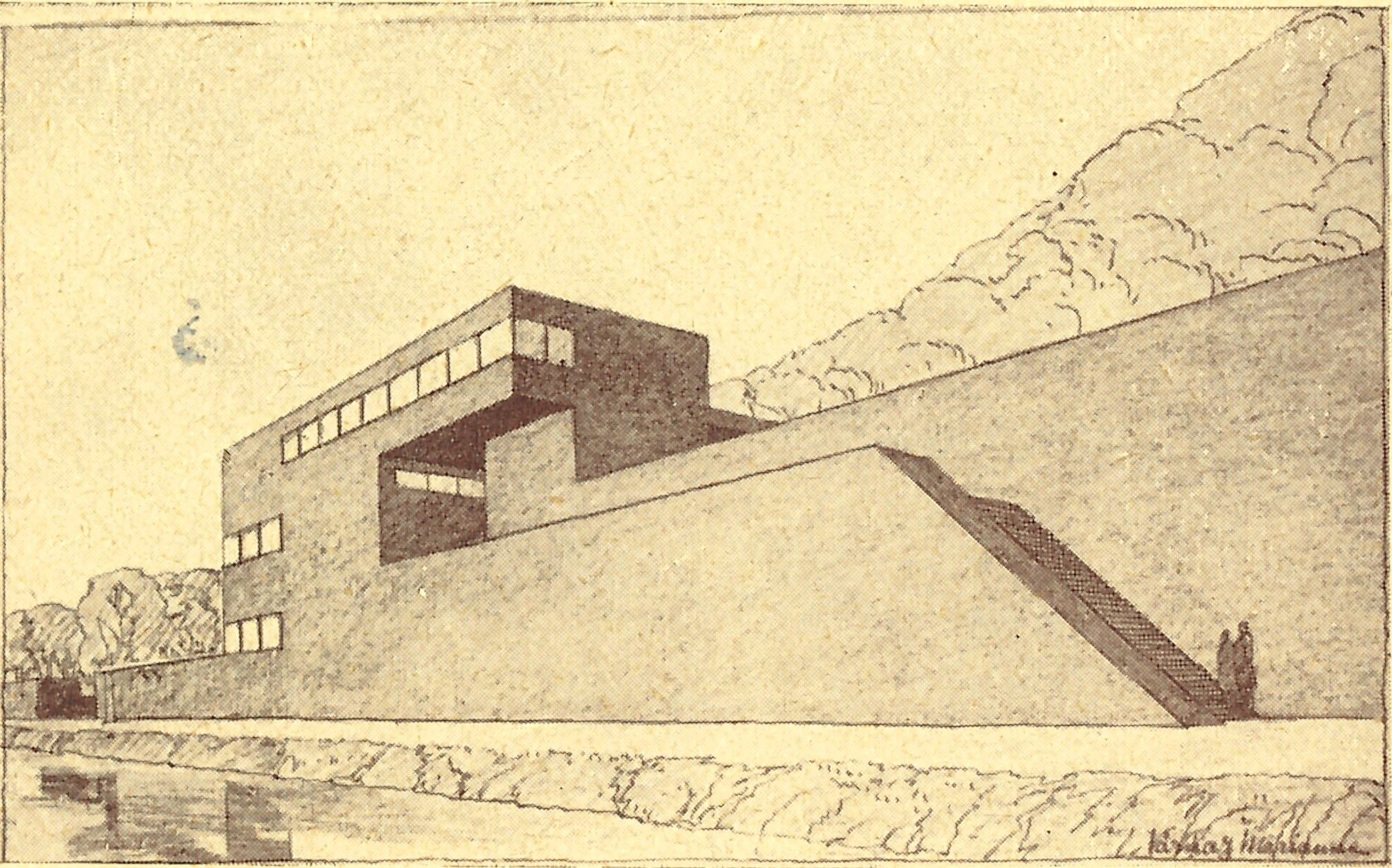
Várnay Marianne: Villa terve az ausztriai Aachensee partjára. Forrás: Bierbauer Virgil (szerk.), Architectura. XII. Nemzetközi Építészkongresszus és Építészeti Tervkiállítás. Budapest: Hornyánszky Viktor-ny., 1930, 86.

Várnay első, részletesebben ismert és komoly sikert arató hazai terve Győr 1929-es rendezési pályázatára készült, ahol „100 év múlva” jeligével ezer pengős megvételt kapott. A siker visszhangja minden bizonnyal segítette Várnay-t abban, hogy szerepet kapjon a következő év szeptemberében Budapesten rendezett XII. Nemzetközi Építész Kongresszus előkészítésében. A 11 fős rendezői bizottság tagjaként – Bierbauer Virgil vezetésével – a kongresszust kísérő kiállítás, Magyarország addigi legjelentősebb nemzetközi seregszemléjének megvalósításán dolgozott. Várnay emellett maga is kiállított, a 35 kortárs magyar építész egyikeként és egyetlen nőként: munkáit négy képen mutatta be, amelyek a kísérő katalógusban is szerepelnek.
A következő években több pályázaton indult, munkáit szakmai kiállításokon mutatta be, és egyre gyakrabban előadásokat is tartott. 1934 körül Szegedre költözött, a Kárász utcai Várnay-házba. Várnay egyetlen megvalósult építészeti munkája ismert: a szegedi Anna-forrásház, amely a város gyógyvízzé minősített hőforrásának kútépülete volt. A pavilon építésére egy helyi vállalkozó kapott felhatalmazást a várostól, a gyógyvíz 25 évig tartó palackozási jogának fejében. A tervezésre Várnay 1936-ban kapott megbízást, a következő évben pedig fel is épült a pavilon, amelyet az 1960-as években bontottak le.
1938 februárjában megnyerte a szegedi Zenepalota tervezésére kiírt pályázatot, a második helyezett Berniczky József és a harmadik helyre rangsorolt Ottovay István előtt. Ez karrierjének nyilvános csúcspontja: egy megérdemelt pályázati győzelem, saját városában, ahol addigra köztiszteletben állt.
Várnay Marianne-t édesanyjával és nevelőapjával együtt 1944. június végén deportálták Szegedről. Augusztus 15-én érkeztek meg az auschwitzi koncentrációs táborba. Várnay Marianne halálának pontos dátuma ismeretlen.

## Szakírói tevékenysége
Munkásságának legjelentősebb aspektusát az építészeti íróként és előadóként kifejtett tevékenysége jelenti. A magyar szakmában elsőként próbálta definiálni az „építésznő” új fogalmát. A húszas évek végétől felvállalta a lakás, az otthon tervezésének szakértői szerepét. Írásaiban, valamint interjúiban is amellett érvel, hogy a lakásnak alkalmazkodnia kell kora és használói elvárásaihoz. Az építés és a lakhatás körülményei írásaiban összekapcsolódnak; jellemző, hogy 1932. május 21-én a budapesti „Hogyan építsünk?” kiállítás kísérőprogramjainak részeként ő is előadást tartott, „A lakóház, mint a háziasszony munkahelye” címmel.
Szegeden belépett az Egyetemet és Főiskolát Végzett Nők Egyesületének szegedi osztályába, ahol 1937. január 29-én előadást is tartott „Ház – lakás – élet” címmel. Vélhetően erre az előadásra épített az Egyesület országos lapja, a Magyar Női Szemle hasábjain megjelent írása: „A modern lakóház és a nő.” Hasonló gondolatokat fogalmaz meg a német nyelvű Pester Lloyd folyóiratban 1938. április 17-én megjelent írásában is. A cikk címe: „Der Baumeister als Psychologe”, azaz az Építész mint pszichológus, még inkább hangsúlyozza korábbi mondanivalóját: az értelem mellett az érzelem is az építész terepe.

## Idézetek
„…a család, a gyermek világának sokrétű szükségletét a végső finomságig senki se érezheti át jobban, mint a nőépítész, ki háziasszony létére a saját kárán tapasztalta, hogy mennyi felesleges munkát és kellemetlenséget jelent a helytelen beosztású alaprajz.”
„Abból kell kiindulnunk, hogy a lakás mindenekelőtt arra való, hogy benne éljünk. (…) Lakni más, mint egyszerűen fedél alatt lenni. Jól lakni azt is jelenti, hogy minél kevesebb erő- és időpocsékolással, súrlódás nélkül bonyolíthassuk le mindennapi életünket és elégítsük ki életünk sokféle követelményeit: mint az alvás, evés, higiéne, munka, üdülés.”
„A mai építészet már nemcsak „megfagyott muzsika”, ahogy akkor nevezték, amikor a külső forma, a szépség volt a lényeges, hanem „megfagyott gondolat” is.”
„Manapság a tudományos kutatás és géptechnika előrehaladásának közepette, már kevesebb a veszély arra az egyoldalú beállításra, hogy a lakást mint érzelmi, vagy műtárgyat fogják fel. Ma-holnap inkább talán az értelem, a technika, a konstrukció egyeduralmától és egyoldalúságától kell tartani. Pedig a lélek és a szív kikapcsolásával az emberit öljük ki.”